# Верхньобалтачево
Верхньобалта́чево (рос. Верхнебалтачево, башк. Үрге Балтас) — присілок у складі Татишлинського району Башкортостану, Росія. Входить до складу Нижньобалтачевської сільської ради.
Населення — 189 осіб (2010; 185 у 2002).
Національний склад:
- удмурти — 98 %